# 福莫萨省
福爾摩沙省（西班牙語：Formosa）為南美國家阿根廷二十三省之一，位於阿根廷東北部國境處，該省首府為福莫萨市。

## 标志

### 向福爾摩沙进军曲
向福尔摩沙进军曲（Himno-marcha a Formosa）是福爾摩沙省的官歌。

## 與台灣之對蹠點關係

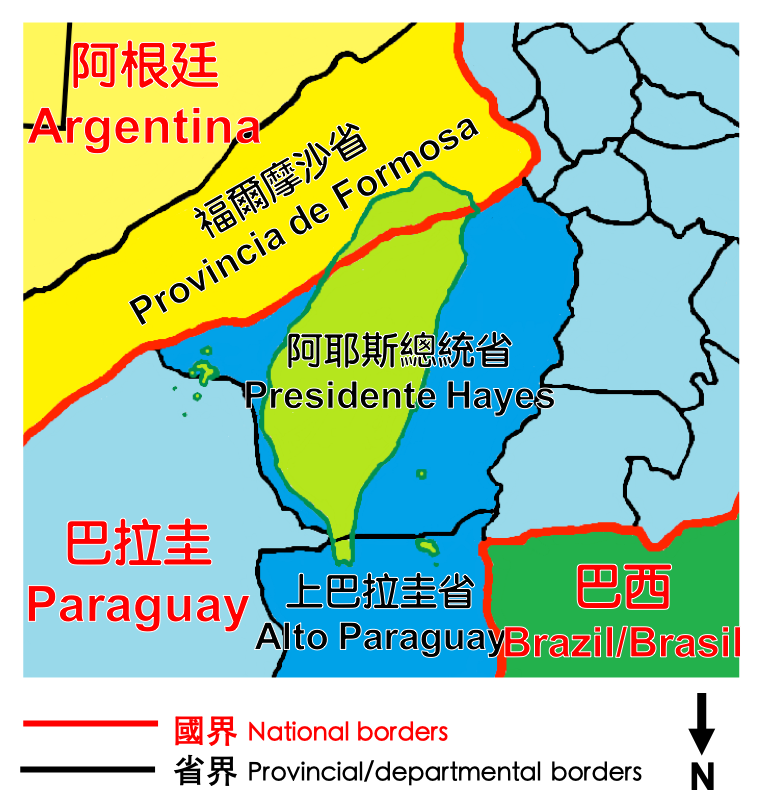
福爾摩沙省與臺灣之對蹠點關係示意

福爾摩沙省的部分對蹠點在臺灣北部地區，而臺灣在過去也被稱為福爾摩沙（Formosa）。